# 米暂沉
米暂沉（1902年—1993年6月27日），陕西省渭南市蒲城县人。曾于1927年担任杨虎城机要秘书，曾代表其与中国共产党接触。后于1945年任孙蔚如秘书和机要室科长。1948年进入解放军，中国人民银行总行专门委员、金融行政管理处副处长，公私合营银行总管理处秘书长、第二届到第七届政协委员。

## 著作
- 《杨虎城传》 陕西人民出版社 1979年
- 《杨虎城将军传》 中国文史出版社 1986年
- 《杨虎城将军》 中国青年出版社 1998年